# Chozeau
Chozeau este o comună în departamentul Isère din sud-estul Franței. În 2009 avea o populație de 1.027 de locuitori.

## Evoluția populației
| An        | 1975 | 1982 | 1990 | 1999 | 2006 | 2009  |
| --------- | ---- | ---- | ---- | ---- | ---- | ----- |
| Populație | 427  | 517  | 618  | 813  | 965  | 1.027 |